# Costa Rica
Costa Rica, oficial Republica Costa Rica (în Spaniolă: Costa Rica, República de Costa Rica), este o țară din America Centrală, mărginită de Nicaragua la nord, Panama la sud - sud est, Oceanul Pacific la vest și de Marea Caraibilor la est. Costa Rica a fost prima țară din lume, care prin constituție a abolit existența armatei încă din 1949.

## Istoria Costa Ricăi

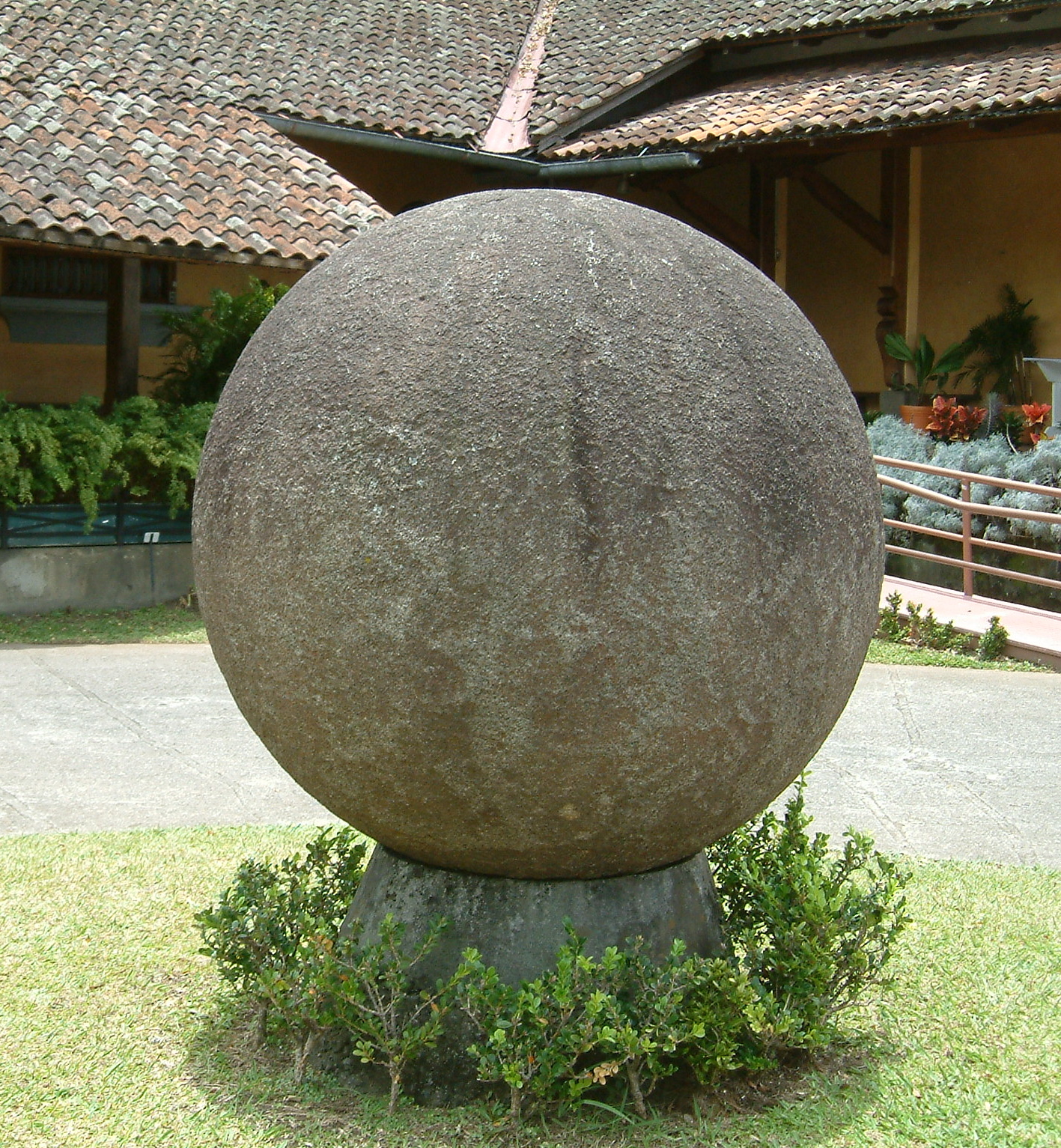
Sfere de piatră din Costa Rica în Museo Nacional de Costa Rica.

În timpurile pre-columbiene indigenii care locuiau în locurile cunoscute azi sub numele de Costa Rica făceau parte din zona intermediară situată între regiunile culturale mesoamericane și andine. Aceste lucruri au fost de curând actualizate să includă și influența zonei Isthmo-Columbiene în regiunea Atlanticului de Sud a țării, definită prin prezența unor grupuri care vorbesc limbi Chibchan. Este însă necunoscut care dintre aceste grupuri a creat celebrele sfere de piatră din Costa Rica, între 200 ÎC și 1600 DC.

### Cucerirea

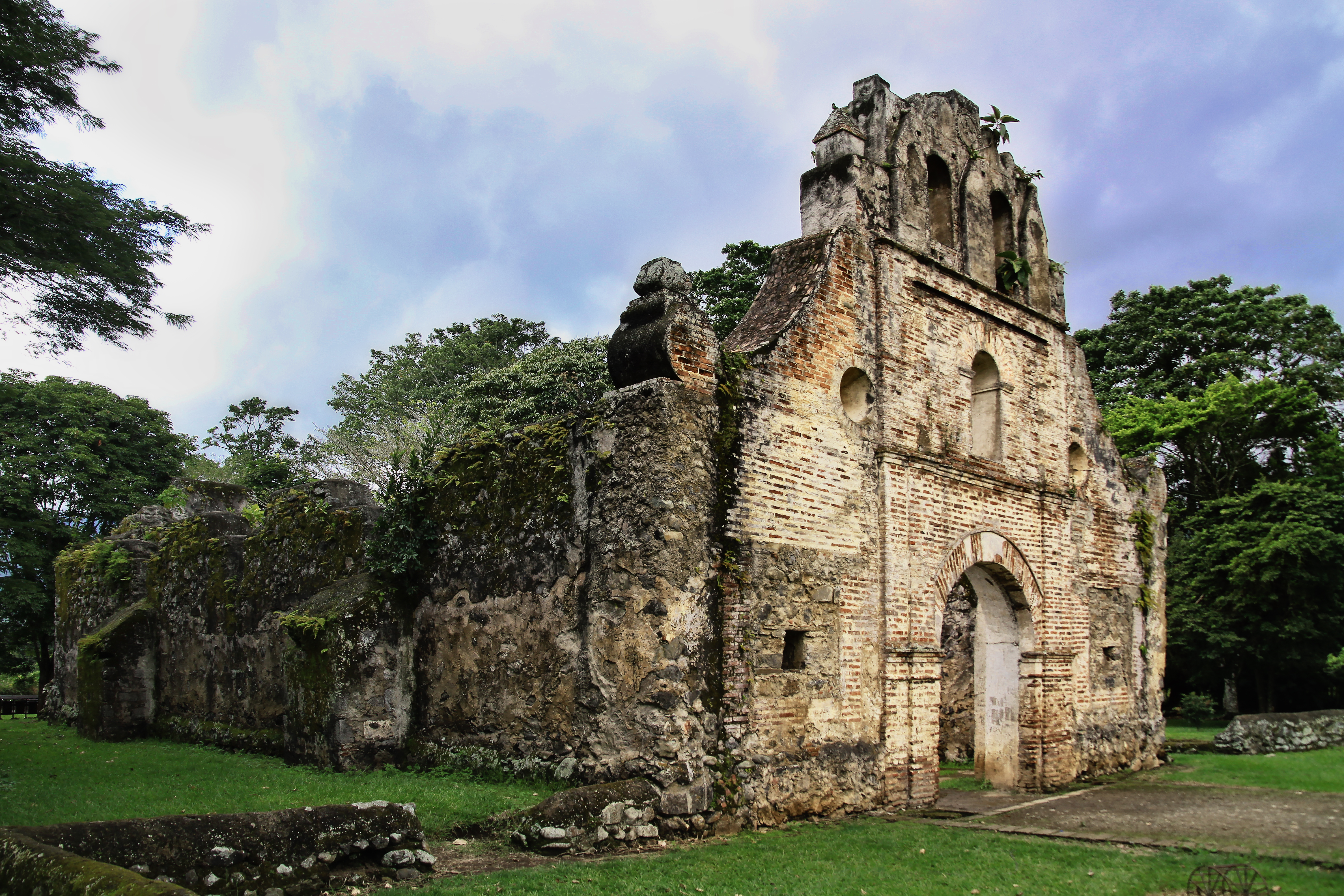
Situl istoric Ujarrás din Valea Orosí, provincia Cartago.

Țara a fost vizitată de Cristofor Columb în 1502, în timpul celei de-a patra sa expediție. El a ajuns la Cariay, în fața insulei Quiribrí (astăzi Isla Uvita).  Cuceririle și colonizările următoare ale zonei a fost complicate prin distanța și rezistența feroce a indigenilor, care totuși nu se compară cu cucerirea spaniolă a Mexicului.
În secolul 16, în zonă era o scădere pronunțată a forței de muncă. Populația indigenă, sclavi la momentul respectiv, începuse să cadă pradă mulțimilor de boli aduse de coloniști, sau să moară în luptele de rezistență.  De asemenea, lipsa de resurse minerale și faptul că solurile fertile se aflau în partea centrală a țării (Valea Centrală) au întârziat mult efortul de colonizare. Toate aceste circumstanțe au făcut din Costa Rica, cea mai sudică parte din Căpitănia Generală a Guatemalei, cea mai săracă și mai lipsită de importanță regiune.  Totuși, coloniștii care au făcut călătoria plină de greutăți în Valea Centrală au stabilit o capitală provincială la Cartago.

### Independența
În 1821, vântul libertății a început să bată din nord.  Statele Unite ale Americii și Mexicul își câștigaseră de curând independența și în capitala Căpităniei Generale a Guatemalei, Guatemala City, au început protestele care cereau independența.  La 15 septembrie 1821 ei și-au declarat independența față de Imperiul Spaniol.  La acea vreme, mai multe dintre statele mexicane ale prezentului aparțineau Căpităniei, așa că pentru a răspândi vestea în toate statele un mesager călare a fost trimis prin America Centrală.
Pentru că Costa Rica era cea mai sudică provincie, a făcut ca vestea independenței sale să fie primită în 13 octombrie 1821.  Faptul că nici măcar o împușcătură nu a fost necesară pentru a obține independența a făcut din Costa Rica o națiune iubitoare a păcii.  Printre documentele primite din Guatemala, se afla și un document care fusese întocmit în Nicaragua.  Acest document se numește "Los Nublados del Dia" care înseamnă "Norii zilei".  În acest document guvernul nicaraguan, care era în acea vreme mult mai dezvoltat și din această cauză mai apropiat legilor coloniale, insista ca statul să nu își proclame imediat independența, ci să aștepte ca "norii zilei" să dispară, până să ia o decizie finală.  Totuși, din cauză ca acest document a ajuns numai în Costa Rica, el a avut o influență limitată.
După câștigarea independenței, Costa Rica, alături de alte provincii ale Căpităniei, s-a alăturat pentru puțin timp imperiului mexican al lui Agustín de Iturbide.  Datorită distanței de capitala mexicană și de existența altor conflicte, statele central-americane, incluzând Costa Rica au devenit state ale Provinciile Unite ale Americii Centrale între 1823 și 1839. În 1824, capitala a fost mutată la San José.
În 1838 Costa Rica și-a proclamat independența ca națiune suverană și independentă, sub conducerea lui Braulio Carrillo Colina.
În 1856 armata Costa Ricană, condusă de Juan Rafael Mora Porras a alungat invazia condusă de William Walker.  În bătălia de la Santa Rosa, Rivas și campania de la San Juan, armata invadatoare a fost nevoită să renunțe la intențiile sale. Eroul național Juan Santamaría a luptat în bătălia de la Rivas unde a incendiat "Mesón", unde se refugiaseră invadatorii.

### Secolul al XX-lea
Costa Rica a evitat violența care se răspândea în America Centrală; ea este văzută ca un exemplu de stabilitate politică în regiune. De la sfârșitul secolului 19, numai două perioade scurte de violențe au tulburat dezvoltarea sa democratică.
În 1949, José Figueres Ferrer a abolit armata; făcând din Costa Rica prima țară din lume care să opereze într-un sistem democrat fără asistența unei armate (un exemplu urmat mai târziu și de către alte țări, precum Panama).
Costa Rica (termenul spaniol pentru "Coasta Bogată"), a fost o națiune preponderent agricolă. Totuși, în ultimele decade, Costa Rica a ajuns să aibă un standard ridicat de viață. Industria electronicelor se dezvoltă rapid fiind cea mai importantă ramură industrială, alături de turism, ajutat de stabilitatea socială și de bogăția mediului înconjurător.

## Geografie
Costa Rica este situată pe ismul Americii Centrale, la 10° nord de Ecuator și 84° vest față de meridianul zero. Este mărginită de Marea Caraibilor (la est) și de oceanul Pacific (la vest), având o coastă cu o lungime totală de 1 290 kilometri (212 km la Caraibe și 1,016 km la Pacific).
Costa Rica se învecinează de asemenea cu Nicaragua la nord (309 km de graniță) și Panama la sud-sudest (639 km graniță). În total, Costa Rica se întinde pe 51 100 kilometri pătrați, plus 589 000 kilometri pătrați de ape teritoriale.
Cel mai înalt punct al țării este Cerro Chirripó, cu 3 810 metri, cel de-al doilea vârf ca înălțime din America Centrală, după vulcanul Tajumulco din Guatemala. Cel mai înalt vulcan al țării este vulcanul Irazú (3 431 m). Cel mai întins lac din Costa Rica este lacul Arenal.
Costa Rica include de asemenea și câteva insule. Insula Cocos se remarcă prin distanței față de aria continentală (24 km², 500 km față de coasta Puntarenas), dar cea mai mare este insula Calero cu o suprafață de 151.6 km².
Costa Rica își protejează peste 25% din teritoriu în cadrul parcurilor naționale. Ea posedă de asemenea cea mai mare densitate de specii din întreaga lume.

### Clima
| Date climatice pentru Costa Rica | Date climatice pentru Costa Rica | Date climatice pentru Costa Rica | Date climatice pentru Costa Rica | Date climatice pentru Costa Rica | Date climatice pentru Costa Rica | Date climatice pentru Costa Rica | Date climatice pentru Costa Rica | Date climatice pentru Costa Rica | Date climatice pentru Costa Rica | Date climatice pentru Costa Rica | Date climatice pentru Costa Rica | Date climatice pentru Costa Rica | Date climatice pentru Costa Rica |
| Luna                             | Ian                              | Feb                              | Mar                              | Apr                              | Mai                              | Iun                              | Iul                              | Aug                              | Sep                              | Oct                              | Nov                              | Dec                              | Anual                            |
| -------------------------------- | -------------------------------- | -------------------------------- | -------------------------------- | -------------------------------- | -------------------------------- | -------------------------------- | -------------------------------- | -------------------------------- | -------------------------------- | -------------------------------- | -------------------------------- | -------------------------------- | -------------------------------- |
| Maxima medie °C (°F)             | 27 (81)                          | 27 (81)                          | 28 (82)                          | 28 (82)                          | 27 (81)                          | 27 (81)                          | 27 (81)                          | 27 (81)                          | 26 (79)                          | 26 (79)                          | 26 (79)                          | 26 (79)                          | 26,8 (80,3)                      |
| Minima medie °C (°F)             | 17 (63)                          | 18 (64)                          | 18 (64)                          | 18 (64)                          | 18 (64)                          | 18 (64)                          | 18 (64)                          | 18 (64)                          | 17 (63)                          | 18 (64)                          | 18 (64)                          | 18 (64)                          | 17,8 (64,1)                      |
| Precipitații mm (inches)         | 6.3 (0.248)                      | 10.2 (0.402)                     | 13.8 (0.543)                     | 79.9 (3.146)                     | 267.6 (10.535)                   | 280.1 (11.028)                   | 181.5 (7.146)                    | 276.9 (10.902)                   | 355.1 (13.98)                    | 330.6 (13.016)                   | 135.5 (5.335)                    | 33.5 (1.319)                     | 1.971 (77,6)                     |
| Sursă:                           |                                  |                                  |                                  |                                  |                                  |                                  |                                  |                                  |                                  |                                  |                                  |                                  |                                  |

## Politică

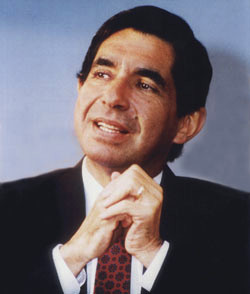
Óscar Arias Sánchez, câștigător al premiului Nobel pentru Pace, Președinte al Republicii Costa Rica (2006-2010).

Costa Rica este o republică democratică cu o constituție puternică. A fost una dintre cele mai stabile țări din America. Costa Rica a evitat violența care se răspândea în America centrală și este văzută ca un exemplu de stabilitate politică în regiune, numită chiar "Elveția Americilor". Responsabilitățile executive sunt acordate  președintelui, care este centrul puterii statele. Există de asemenea doi vice-președinți și un guvern numit de către președinte. Președintele, vice-președinții și cei 57 de deputați sunt aleși pentru un mandat de patru ani. Un amendament constituțional votat în 1969 limitează numărul mandatelor pe care președintele și deputații îl pot avea la unul singur, cu toate că un deputat care a avut deja un mandat poate candida din nou, dacă cele două mandate sunt neconsecutive. Un amendament al constituției care să permită un al doilea mandat prezidențial a fost propus, interzicerea unui al doilea mandat prezidențial fiind chiar disputată la tribunal. În aprilie 2003, această interzicere a fost oficial recunoscută ca fiind ani-constituțională. Astfel, la alegerile din 2006,  a fost posibil ca Óscar Arias (Premiul Nobel pentru Pace, 1987) să candideze la președinție pentru un al doilea mandat, câștigându-le după niște rezultate foarte strânse.  Arias este un susținător al comerțului liber și promovează acordul de comerț liber cu Statele Unite ale Americii. Aceasta constituie un subiect de controversă aprinsă în Costa Rica, eventuale proteste fiind posibile în toată țara. Costa Rica folosește un sistem proporțional de reprezentare în corpul legislativ.
Guvernatorii provinciilor sunt numiți de către președinte, dar nu se bucură de foarte multă putere, pentru că nu există legislaturi provinciale. Agențiile autonome de stat se bucură de o considerabilă autonomie de operare; ele includ telecomunicațiile și monopolul producerii de energie electrică, băncile comerciale naționalizate, monopolul de stat asupra asigurărilor și agenția de pensii sociale. Costa Rica nu are armată prin constituție, dar are poliție domestică și Garda Națională care este armată și este folosită pentru a menține stabilitatea internă.

## Provincii
Costa Rica are șapte provincii, care la rândul lor sunt împărțite în 81 de cantoane, fiecare dintre ele fiind conduse de un primar. Cantoanele sunt și ele împărțite în 473 de districte:
1. Alajuela (centrală; la nord de capitala San José, agricultură și industrie)
2. Cartago (fosta capitală provincială Costa Ricană în timpul erei coloniale)
3. Guanacaste (nord-vest, zonă importantă din punct de vedere turistic și agricol)
4. Heredia (centrală; la nord de capitală, industrie și inima industriei IT din Costa Rica)
5. Limón (coasta caraibiană, agricultură și zonă ecoturistică)
6. Puntarenas (de-a  lungul coastei pacifice)
7. San José (Capitală) (centru politic și economic al Costa Ricăi, vezi imaginea de mai jos)

## Economie
Conform tradiției, economia Costa Ricăi se baza pe agricultură, incluzând aici producerea de cafea, banane, ananas. În ultima vreme, ecoturismul, produsele electronice, produsele farmaceutice, outsourcing-ul financiar și software-ul au devenit principalele ramuri aducătoare de venituri. Localizarea Costa Ricăi pe istm-ul Americii Centrale îi facilitează accesul la piețele americane, ajutată fiind de faptul că se află pe aceeași zonă de timp cu partea centrală a Statelor Unite ale Americii. Un alt plus este și accesul direct prin intermediul oceanelor la Europa și Asia.
Economia s-a dezvoltat în Costa Rica și datorită programului de șapte ani susținut de guvern, de dezvoltare a industriei   high tech.  Statul oferă o scutire de impozit celor care sunt interesați să investească în Costa Rica. Nivelul înalt de pregătire al rezidenților face ca țara să fie și mai atrăgătoare din perspectiva investițiilor.  Mai multe corporații au început să dezvolte aici bunuri, printre ele putându-se enumera producătorul mondial de chip-uri Intel precum și companii farmaceutice precum Procter & Gamble sau GlaxoSmithKline. Comerțul cu Asia de sud est și Rusia a avut o dezvoltare extraordinară în 2004 și 2005, iar Costa Rica se așteaptă să obțină statul de membru deplin al Asia-Pacific Economic Cooperation Forum (APEC) în 2007 (Costa Rica se bucură de statutul de observator din anul 2004).
Pentru anul fiscal 2005 Costa Rica a avut un deficit de 2.1%, o creștere a venitului intern de 18%, exporturile au crescut cu 12.8%, iar numărul turiștilor a crescut cu 19%, ajungând la valoare de 1.5 milioane de persoane. Creșterea economică a fost de 4.2%. Totuși nu trebuie uitat că inflația a fost de (14%) iar deficitul balanței comerciale de 5.2%.
Moneda națională este colón (CRC), care are o valoare de aproximativ 1/500 dolari americani, sau 1/600 euro.

## Afaceri externe
Costa Rica este membru al International Criminal Court și a refuzat oferta Statelor Unite de găzdui un centru de antrenament care poate fi folosit in scopuri militare. Statele Unite a înființat un astfel de centru în El Salvador, țară suspectată de a avea o tradiție din nerespectarea drepturilor omului.
Costa Rica nu are ambasadă în Cuba, dar are ambasadă în Israel, și are relații diplomatice cu  Republica Chineză din Taiwan, nu cu Republica Populară Chineză. S-a schimbat în 2007, cu președinția lui Óscar Arias , care va schimba recunoașterea Costa Rican a Taipei la Beijing și mutarea ambasadei respective, precum și a taiwanezilor din San José ar fi închis și înlocuit cu cel din China continentală
Costa Rica este membru curent al grupului Cairns, o alianță a țărilor care se opun compensațiilor agricole din țările dezvoltate.
Obiectivele principale ale Costa Ricăi sunt să aibă grija ca drepturile omului să fie respectate și ca să dezvoltarea armonioasă pentru a-și asigura stabilitatea și dezvoltarea pe termen lung. De exemplu, în timpul Războiului Rece, Costa Rica a fost prima țară central americană care să aibă relații diplomatice cu Uniunea Sovietică pentru a-și mări exporturile de cafea, spre uimirea administrației Nixon.

## Flora și Fauna

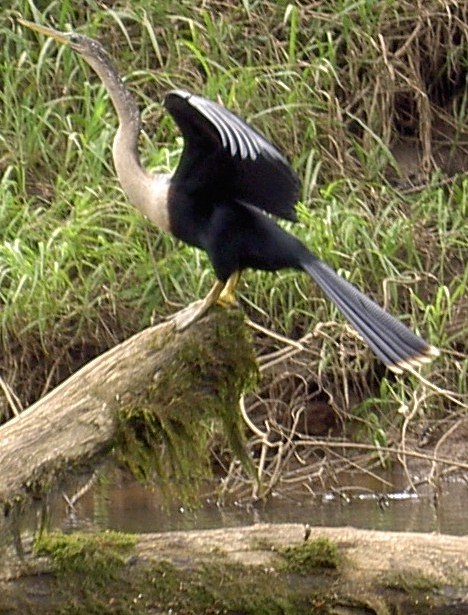
Anhinga uscându-și penele.

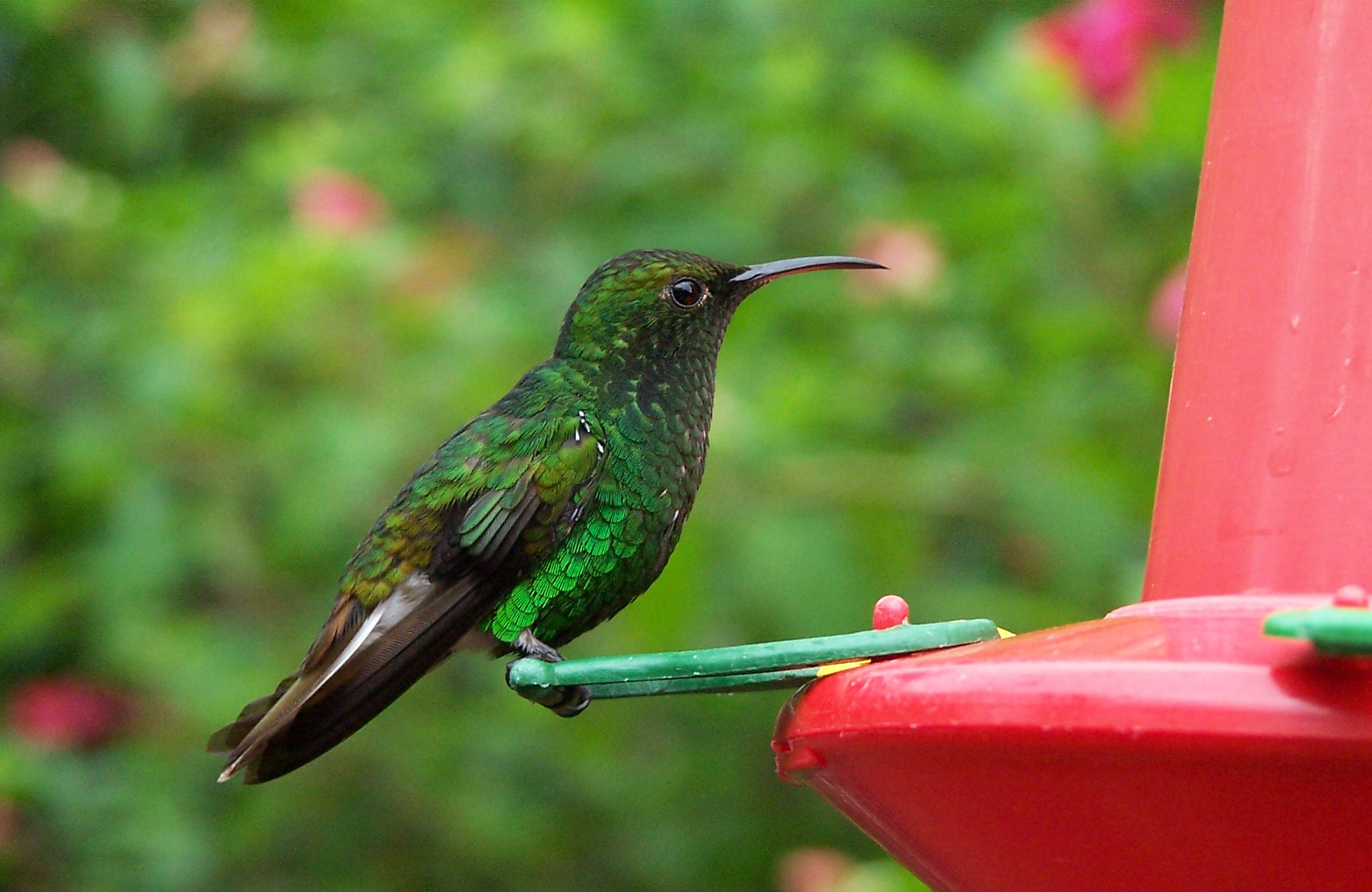
Costa Rica Colibrì

Costa Rica este căminul unei varietăți bogate de plante și animale.  Deși țara are aproximativ 0.1% din suprafața mondială de teren, ea conține 5% din biodiversitatea mondială.  Costa Rica neavând armată, ci o abundență de viețuitoare sălbatice, se spune că soldații țării sunt furnicile tăietoare de frunze, piloții sunt papagalii macaw iar navele sunt balenele. Mai mult de 25% din suprafața Costa Ricăi este formată din păduri protejate și rezervații.
Există un parc național care este faimos printre ecologiștii internaționali pentru biodiveristatea sa (incluzând feline mari și tapiri) și unde vizitatorii pot vedea o abundență de viețuitoare sălbatice, numit Parcul Național Corcovado.
Parcul Național Tortuguero (numele Tortuguero se poate traduce ca vânătorul de țestoase, sau se poate interpreta ca  plin de țestoase) este căminul maimuței păianjen, howler și a maimuței Capucin cu gâtul alb , a unui leneș cu trei degete, 320 specii de păsări (incluzând specii de papagali), varietăți de  reptile. Totuși, lucru care îl face cel mai cunoscut este faptul că parcul este cel mai important loc unde  cuibăresc  anual țestoasele verzi, specie aflată în pericol de dispariție.
Rezervația biologică a pajiștilor din pădure Monteverde adăpostește 2 000 de specii de plante incluzând numeroase orhidee. Peste 400 tipuri de păsări pot fi întâlnite aici, ca și peste 100 specii de mamifere. Costa Rica, per total, are mai mult de 600 specii de păsări. Organizația care are dreptul de a face prospecții genetice și biochimice în patrimoniul ecologic al Costa Ricăi este INBIO (Instituto Nacional de Biodiversidad), și are dreptul să perceapă taxe pe orice descoperire biologică, dacă aceasta se dovedește a avea importanță medicală.

## Demografie

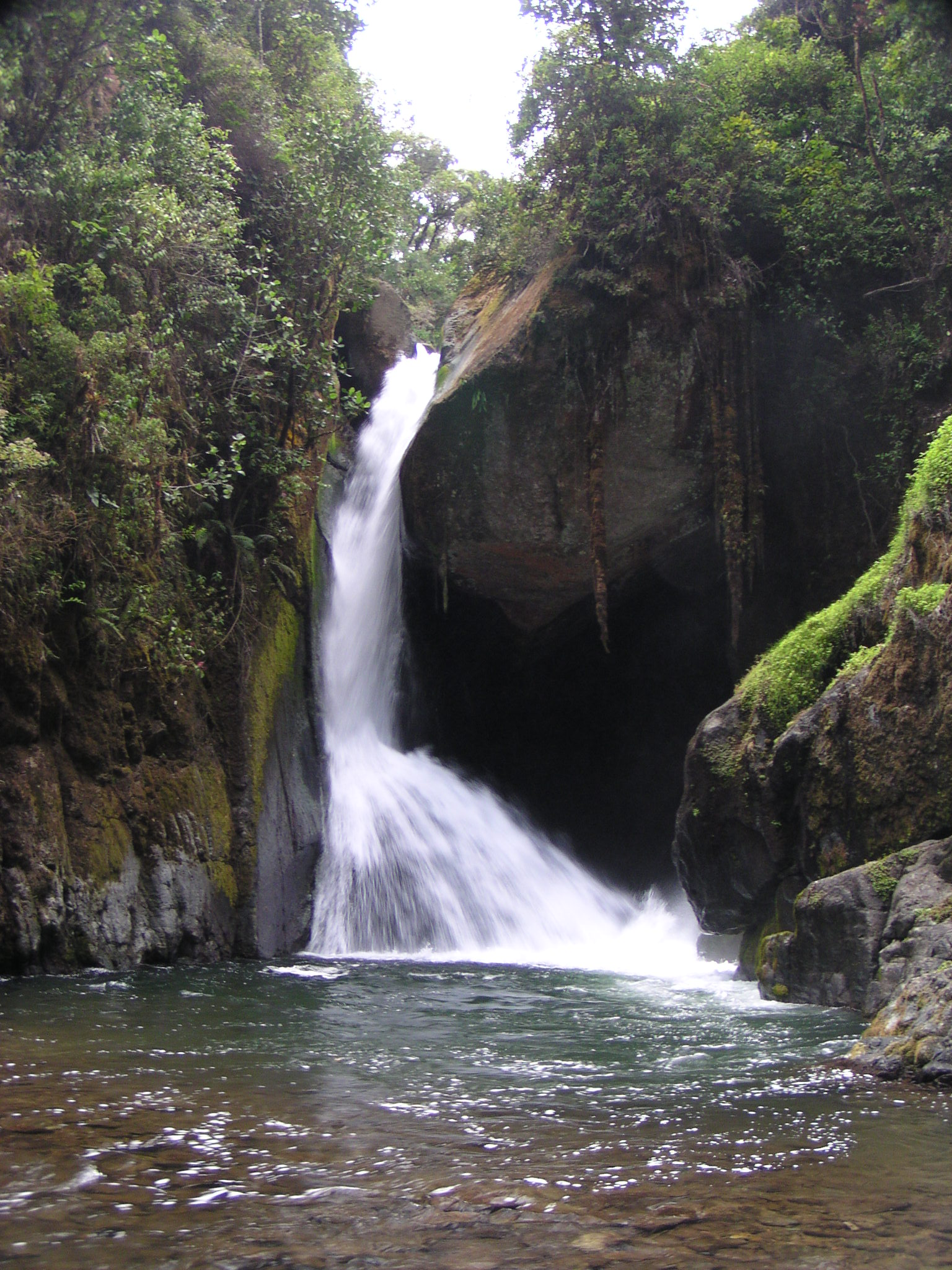
Pe Río Savegre, chiar lângă San Gerardo de Dota în munții Talamanca din Costa Rica.

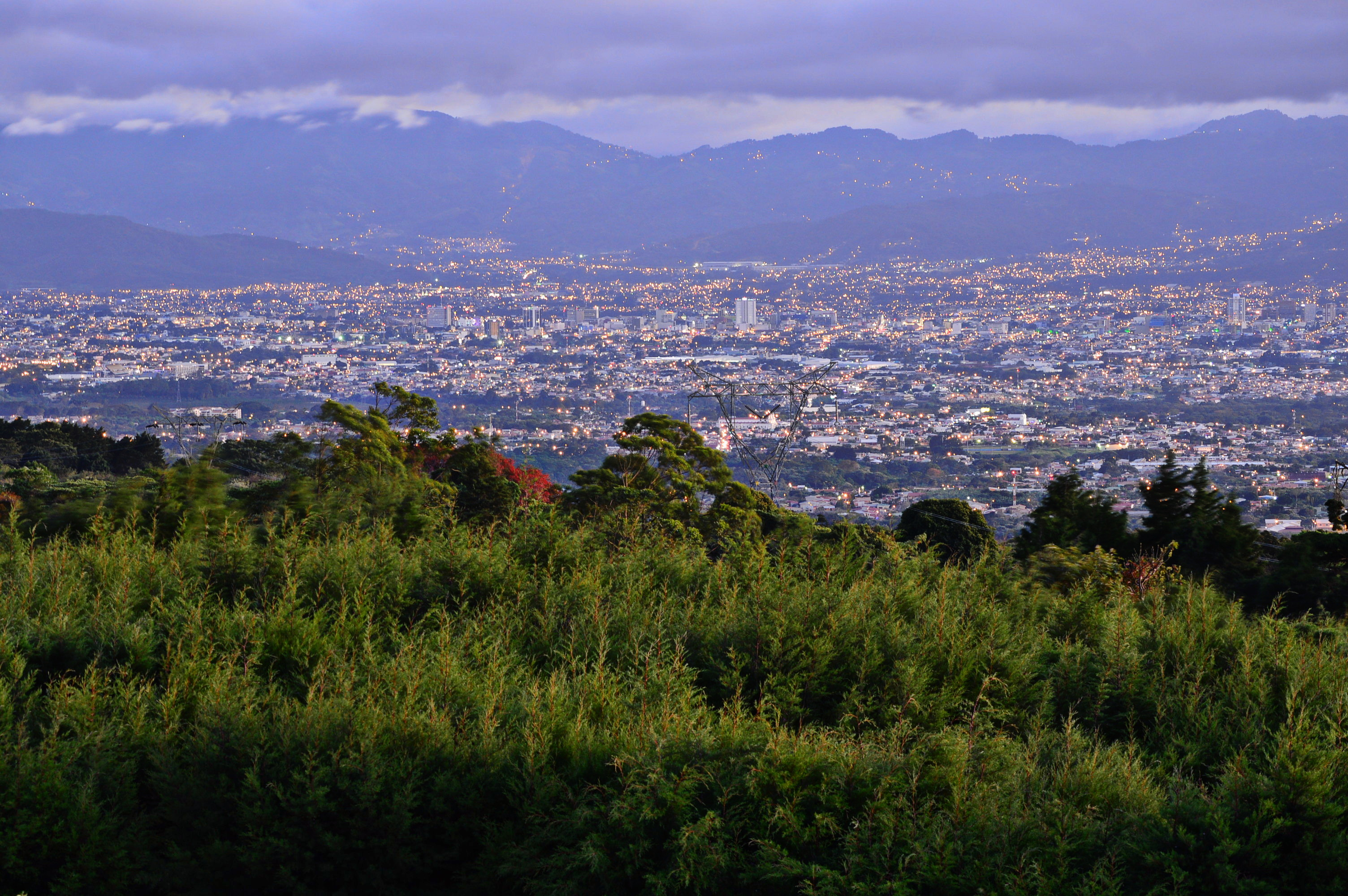
Valle Central din Costa Rica.

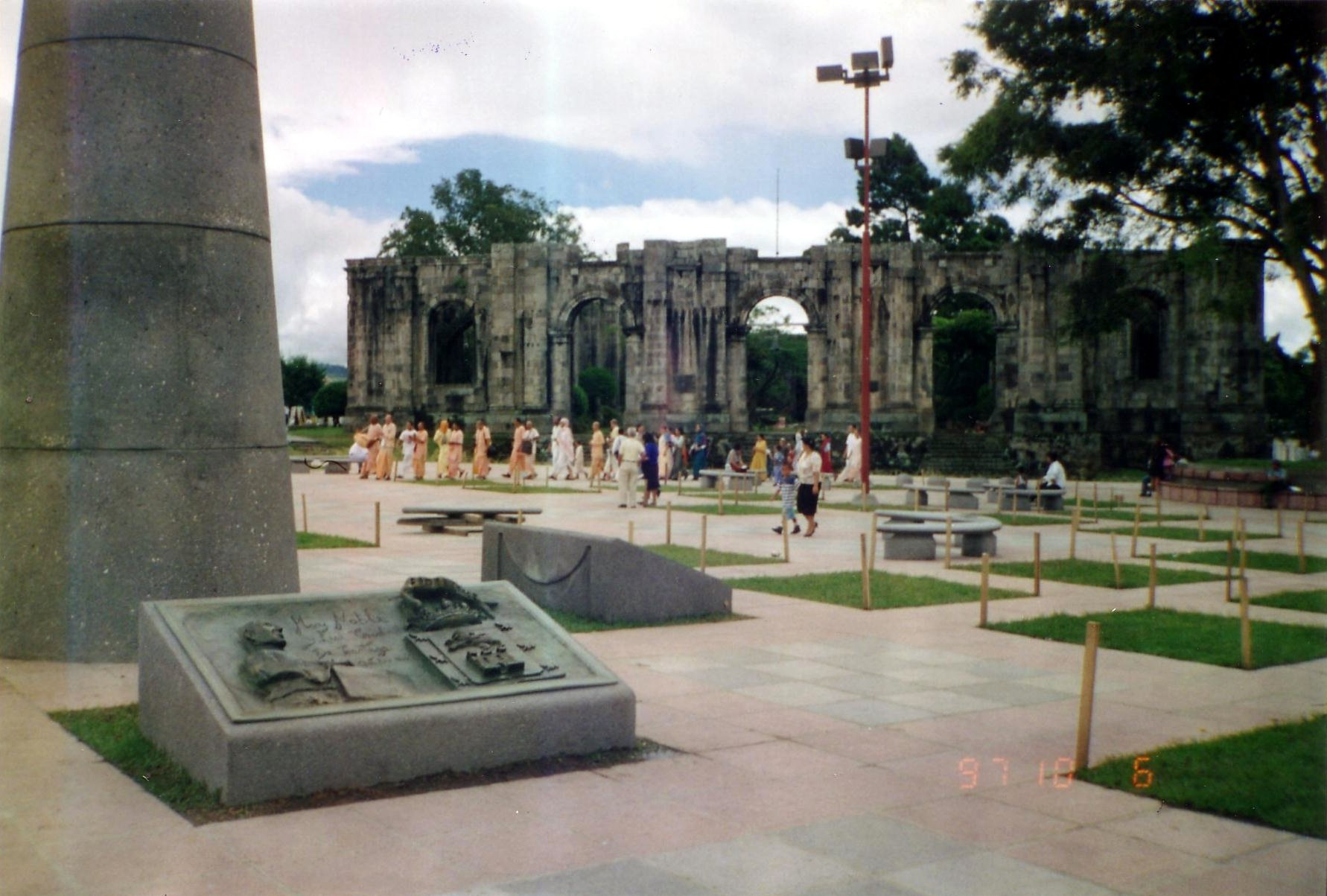
Catedrală foarte veche în Cartago, Costa Rica.

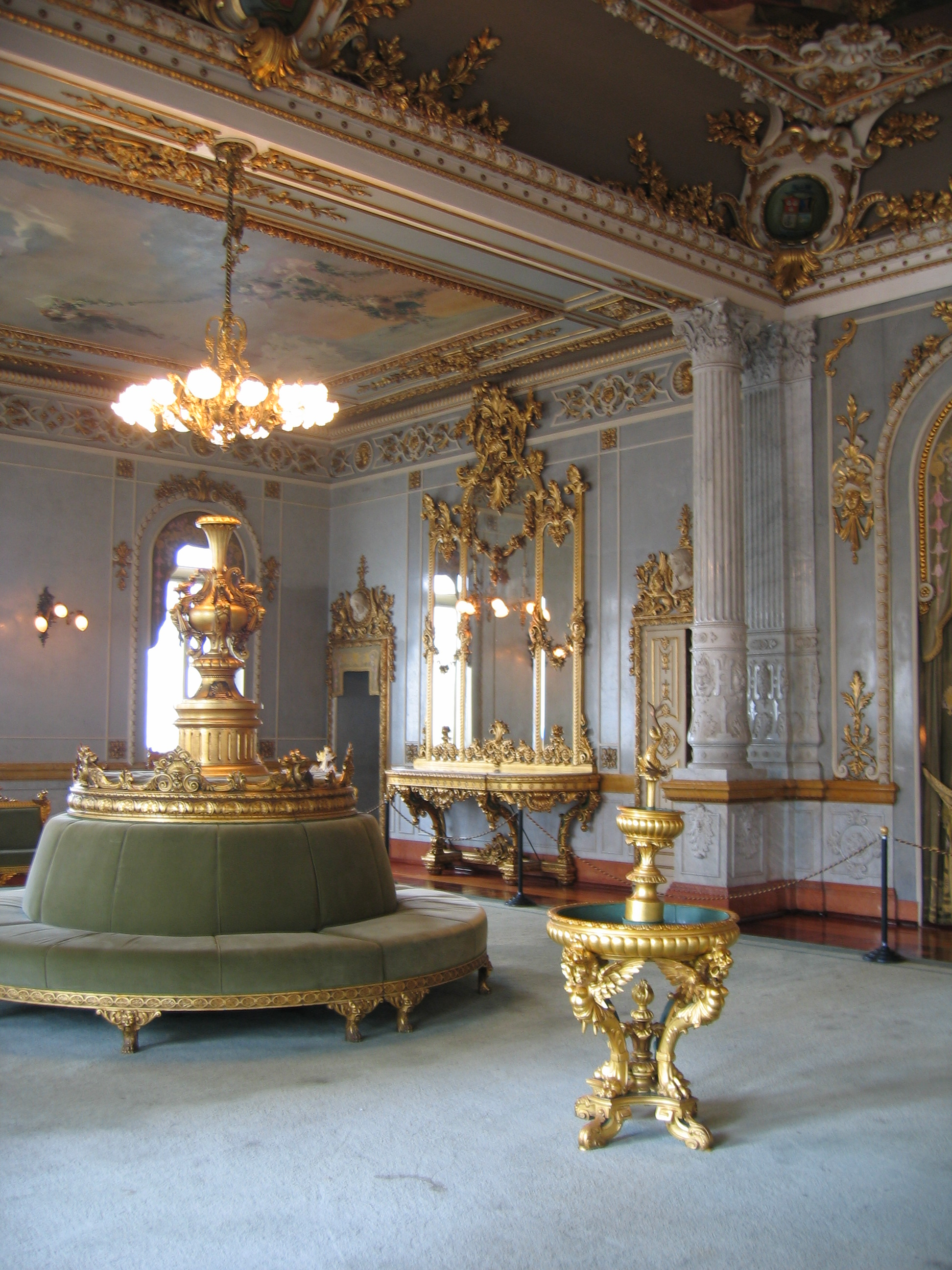
Intriorul Teatro Nacional din Costa Rica, teatrul național Costa Rican.

În 2005, Costa Rica avea o populație de 4 016 173 persoane. Majoritatea populației din Costa Rica descinde din imigranți spanioli. Spre deosebire de populațiile vecine, nu au fost prea multe amestecări ale populațiilor colonizatoare și cele indigene.  Din această cauză, marea majoritate a costaricanilor au fie origini spaniole fie origini indigene. În plus, mai există și un număr destul de mare de costaricani de origine italiană, germană, evreiască, sau poloneză. Împreună, descendenții europeni și metiși alcătuiesc 94% din populație.  3% din populație este de origine africană, cunoscuți drept afro-latino americani, și puțini descendenți jamaicani negri, vorbitori de engleză, aduși în secolul 19. Restul de 1% este format din etnici chinezi.
În zilele noastre, populația indigenă numără mai puțin de 1%, sau aproximativ 29 000 de indivizi. În Provincia Guanacaste, o parte semnificativă a populației descinde dintr-un amestec de amerindieni localnici, africani și spanioli. Există de asemenea o comunitate restrânsă de pensionari expatriați din SUA și canadieni.

## Cultură
Localnicii se numesc între ei tico sau tica (feminin).  "Tico" vine de la folosirea frecventă a sufixului diminutiv (ex: 'momentico' în loc de 'momentito'). Tico-ul ideal este un om foarte prietenos, foarte săritor, liniștit, nerepezit, educat și cu cunoștințe despre protejarea naturii, lipsit de grijile termenelor limită.  Vizitatorii din Statele Unite sunt deseori numiți gringos. 
Zicala "Pura Vida" (literal pura viață) este un motto foarte comun în Costa Rica, că în dialect tico sensul "plin de viață". Ea încapsulează ideologia locală de a trăi viața într-o stare de calm, lipsit de frustrări, apreciind viața înconjurată de natură, de familie și de prieteni.
Anumite persoane pot folosi apelativul mae (forma scurtă de la "omule") pentru a se adresa altei persoane, cu toate că acest apelativ poate suna un pic a insultă pentru anumiți indivizi.
Tradițiile și cultura Costa Ricane au încă o puternică influență spaniolă. Accentul vorbirii se aseamănă mai degrabă anumitor zone din Columbia decât vecinilor central americani. Costa Rica a fost martora unei istorii variate. Costa Rica este locul unde culturile native mesoamericane și sud americane s-au întâlnit. Partea de nord-vest a țării, Nicoya, a fost cel mai sudic punct de influență culturală Nahuatl când cuceritorii spanioli (conquistadores) au venit în secolul 16. Partea centrală și sudică au avut parte de influențe Chibcha. Totuși, indigenii au influențat într-o măsură foarte mică cultura modernă cost ricană, pentru că majoritatea indienilor au murit din cauza bolilor și tratamentului aspru al spaniolilor. Coasta atlantică a fost populată cu sclavi africani în secolele 17 și 18, dar majoritatea descendenților costa ricanilor caraibieni de origine africană provin din muncitorii jamaicani aduși în secolul 19, pentru a lucra la construcția căilor ferate care uneau populația urbană a platoului central cu portul Limon de pe coasta caraibiană. În secolul 19 imigranți italieni și chinezi au venit de asemenea să lucreze la construcția sistemului de căi ferate.

## Costa Ricani celebri
- Óscar Arias Sánchez, câștigător al premiului Nobel (1987) și președinte al Republicii între anii1986–1990, reales pentru un al doilea mandat în 2006.
- José Figueres Ferrer, National caudillo și președinte al Republicii între (1948–1949, 1953–1958, și 1970–1974.
- Keylor Navas, fotbalist costarican care evoluează la clubul Real Madrid.
- Rafael Ángel Calderón Guardia, politician și reformator al societății. Președinte al Republicii între 1940–1944.
- Franklin Chang Díaz. Astronaut
- Clodomiro Picado Twight. Toxicologist
- Claudia Poll. Câștigătoare de medalie olimpică
- Juan Santamaría. Erou național
- Paulo Wanchope. Jucător profesionist de fotbal care a jucat în Premier League din Anglia, La Liga din Spania și golgheter al tuturor timpurilor al Costa Ricăi.
- Bryan Ruiz fotbalist costarican care evoluează la clubul portughez Sporting CP